# 玛塞拉·哈赞
玛塞拉·哈赞（1924年4月15日—2013年9月29日）是一位意大利烹饪作家，专攻義大利飲食，写作的烹飪書有《经典意大利烹饪的精髓》（Essentials of Classic Italian Cooking，1992年）等。